# Чистяков, Александр Николаевич (шахматист)
Александр Николаевич Чистяков (22 января 1914, Москва — 7 июля 1990) — советский шахматист, мастер спорта СССР (1938), пианист.
Чемпион ДСО «Искусство» (1933 и 1938 гг.), «Учитель» (1937 г.) и «Медик» (1954 г.).
21 раз участвовал в чемпионатах Москвы. Чемпион Москвы 1950 г. (11 из 15, разделил 1—2 места с Ю. Л. Авербахом), бронзовый призёр чемпионата Москвы 1936 г.
Участник чемпионатов СССР: 1939 — 17-е; 1967 (декабрь) — 18-е место.
В составе сборной Москвы серебряный призёр командных чемпионатов СССР 1951 и 1960 гг., в чемпионате 1953 года выиграл бронзовую медаль в команде и золотую в индивидуальном зачёте (играл на 4-й доске).
Тренер московского городского Дворца пионеров (1950—1976 гг.).
Автор ряда статей по теории и истории шахмат. Внёс вклад в теорию французской защиты (вариант Чистякова — 1. e4 e6 2. d4 d5 3. Кd2 c5 4. ed Ф:d5), голландской защиты и других начал.